# Parafia Chrystusa Króla w Rzeszowie
Parafia Chrystusa Króla w Rzeszowie – parafia rzymskokatolicka z siedzibą w Rzeszowie, znajdująca się w diecezji rzeszowskiej w dekanacie Rzeszów Fara. Erygowana w 1949. Mieści się przy ulicy Księdza Józefa Jałowego. Kościół parafialny, murowany, zbudowany w latach 1931–1935.

## Historia
W 1924 roku katechetą w Męskim Seminarium Nauczycielskim, przy ul. Krakowskiej w Rzeszowie został ks. Józef Jałowy. Z powodu odległości od kościoła farnego w 1925 roku podjęto decyzję o budowie szkolnej kaplicy. W 1931 roku rozpoczęto budowę kościoła, według projektu arch. lwowskiego Witolda Rawskiego. W 1936 roku ks. dr Józef Jałowy został rektorem kościoła, a 10 października 1937 roku ks. inf. Michał Tokarski dokonał poświęcenia kościoła. W czasie wojny kościół był zajmowany na magazyn żywnościowy, a następnie zamknięty. Po zakończeniu wojny kościół został wyremontowany.
25 listopada 1948 roku dekretem bpa Franciszka Bardy została erygowana parafia pw. Chrystusa Króla, z wydzielonego terytorium parafii Farnej. 1 stycznia 1949 roku pierwszym proboszczem został ks. Józef Jałowy. W latach 1958–1959 zbudowano nową plebanię, a w 1967 roku odzyskano kościół dolny i po remoncie zaadaptowano do funkcji duszpasterskich i katechetycznych. W latach 1966–1967 Witold Popławski oraz Irena i Zbigniew Żuławińscy wykonali polichromię.
W 1981 roku zbudowano nowy dom katechetyczny. W latach 1987–1990 dobudowano nawy boczne i tylną część kościoła z chórem. 14 listopada 1999 roku odbyła się konsekracja kościoła, której dokonał bp Kazimierz Górny.
Do parafii należy 7 015 wiernych.

## Proboszczowie parafii
Źródło: 
- 1949–1954 ks. Józef Jałowy
- 1954–1955 ks. Antoni Twaróg (administrator)
- 1955–1994 ks. inf. Józef Sondej
- 1994–2012 ks. prał. Stanisław Zych
- od 2012 ks. Janusz Podlaszczak